# Louis von Rothmaler
Louis Karl Friedrich Wilhelm Lewin von Rothmaler (né le 6 septembre 1814 à Teistungen et mort le 20 mai 1884 à Erfurt) est un général d'infanterie prussien.

## Biographie

### Origine
Louis est issu de la noble famille von Rothmaler. Il est le fils de Rittmeister saxon Karl Heinrich Wilhelm von Rothmaler (mort le 27 juillet 1852 à Teistungen) et de sa femme Antonie Amalie, née von Westernhagen (de) (née le 21 décembre 1895 et morte le 3 juin 1878 à Erfurt).

### Carrière militaire
Rothmaler étudie au lycée de Nordhausen et, à la mi-novembre 1830, s'engage dans le département scolaire du bataillon d'instruction d'infanterie de l'armée prussienne. É partir du 1er octobre 1836, il est caporal au 26e régiment d'infanterie, où il est promu au grade de sous-lieutenant le 24 septembre 1835 et, en tant que tel, il devient adjudant du 1er bataillon en mai 1839 et adjudant du régiment le 3 février 1845. Le 14 décembre 1848, il est muté comme adjudant à la 8e brigade d'infanterie. En tant que tel, Rothmaler est impliqué dans la répression de la révolution de Bade en 1849 et est déployé dans les batailles de Ladenburg, Rauental et l'encerclement de Rastatt. La même année, en mai 1849, il devient adjudant de la 1re division du 2e corps d'armée de l'armée du Rhin. Peu de temps après, Rothmaler est promu premier lieutenant et sert dans le 34e régiment de fusiliers. La même année, Rothmaler est employé comme adjudant dans la brigade d'infanterie combinée à Francfort-sur-le-Main et un an plus tard au même poste dans la brigade d'infanterie combinée du général von Tietzen (de) dans le corps d'armée de l'électorat de Hesse. Le 9 juillet 1853, il est promu capitaine et, en tant que tel, Rothmaler est commandant de compagnie dans le 6e régiment de grenadiers du 6 mars 1856 au 5 novembre 1858. Il est ensuite nommé commandant du 2e bataillon du 10e régiment de Landwehr à Oels avec la promotion au grade de major. Pendant une courte période, du 8 mai au 30 juin 1860, Rothmaler est chef de bataillon dans le 10e régiment d'infanterie combiné, puis chef de bataillon dans le 50e régiment d'infanterie puis participe à la guerre contre le Danemark en 1864 en tant que lieutenant-colonel.
Après avoir pris part à la guerre austro-prussienne, il est initialement nommé chef de file en 1866 et reçoit peu de temps après le commandement du 35e régiment de fusiliers. En 1866, il est promu colonel, prend part à la bataille de Sadowa et en 1870 devient commandant du 11e brigade d'infanterie et est promu général de division le même mois. Il prend part à la guerre franco-prussienne, combat à Mars-la-Tour, Saint-Privat, le siège de Metz et est atteint d'une balle dans le haut du bras droit à Azay. En 1874, il est nommé à la tête de la 7e division d'infanterie et l'année suivante lieutenant général et commandant d'abord de la 7e puis de la 8e division d'infanterie. Le 25 septembre 1880, Rothmaler est mis à disposition avec le caractère de général d'infanterie avec une pension.
Rothmaler est chevalier de l'Ordre de Saint-Jean.

### Famille
Rothmaler se marie trois fois. Le 29. En juin 1845, il épouse Auguste von Olberg (de) (morte le 21 août 1856 à Glogau). Après sa mort, il se marie le 5 janvier 1858 à Glogau avec Charlotte von Ladiges (née le 15 octobre 1824 à Vosnegard et morte le 19 avril 1876 à Erfurt). Rothmaler se marie le 24 septembre 1878 à Schmollen avec Agnes Friederike Ernestine von der Berswordt (de), veuve von Hanstein (née le 27 juin 1848 à Œls et morte le 24 décembre 1929 dans la même ville) - une fille de l'administrateur de l'arrondissement d'Œls Rudolf von Berswordt (de). Le mariage produit les enfants suivants:
1. Anton Leopold Eduard (né le 1er janvier 1848 et mort le 1er juillet 1866), sous-lieutenant prussien du 7e régiment de grenadiers, tué pendant la guerre austro-prussienne
2. Marie Amalie Auguste (née le 1er novembre 1858 à Erfurt et morte en 1928), mariée le 26 septembre 1877 avec Karl von Einem (1853–1934), colonel général prussien pendant la Première Guerre mondiale et ministre de la Guerre de 1903 à 1909. Après son mariage, il reçoit l'autorisation d'utiliser le nom de famille von Rothmaler, puisque cette famille s'éteint dans la lignée masculine avec son beau-père.
3. Margarete Rudolfine Adolfine (née le 19 octobre 1879 à Erfurt), mariée :

- - le 25 septembre 1900 avec Sigismund baron von Seherr-Thoß, lieutenant-colonel prussien
  - le 16 août 1910 avec Friedrich Rogalla von Bieberstein (de), capitaine prussien du 12e régiment de grenadiers

### Décorations
- Médaille de sauvetage prussienne sur ruban en 1838
- Ordre de la Couronne de 3e classe avec épées le 20 septembre 1866
- Croix de fer de 2e classe le 30 août 1870 et 1re classe le 18 janvier 1871
- Citoyen d'honneur de la ville d'Oels le 15 avril 1871
- Pour le Mérite pour son action devant Coulommiers le 18 janvier 1873
- Ordre de l'Aigle rouge de 1re classe avec feuilles de chêne et épées le 25 septembre 1880